# Bhupen Khakhar

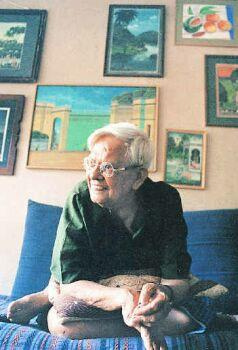
Bhupen Khakhar

Bhupen Khakhar (* 10. März 1934 in Bombay; † 8. August 2003 in Vadodara) war ein indischer Maler.

## Leben und Werk
Bhupen Khakhar studierte Wirtschaftswissenschaft und Politikwissenschaft an der University of Mumbai. Das Studium schloss er mit dem Bachelor ab. Er arbeitete hauptberuflich als Buchhalter bei Bharat Parikh & Associates in Vadodara.
Kurse als Kunstkritiker belegte er an der Maharaja Sayajirao University of Baroda und erlangte den Master. Als Künstler war Bhupen Khakhar Autodidakt. Collagen aus den Printmedien, aufgeklebt auf Spiegeln, mit Graffiti sowie gestischer Malerei kombiniert, bildeten den Anfang seiner Karriere und machten ihn zu einem der ersten indischen Pop-Art-Künstlern. Beginn der 1970er Jahre begann Khakhar mit der Ölmalerei und wählte Motive, die autobiografisch motiviert waren. Das alltägliche Leben der Inder, zum Beispiel von Schneidern, Friseuren und Uhrmachern, sowie seinem Assistenten für Buchhaltung, machte er zu seinem Thema. David Hockney war eine seiner künstlerischen Inspirationsquellen. Kakhar wählte Themen aus seiner jeweiligen Umgebung und behandelt offen und mit Humor Verletzlichkeit, Träume und seine homosexuelle Identität.
Kakhar war eine zentrale Figur der Baroda Schule, einer losen Gruppierung figurativer Maler, zu der auch Ghulam Mohammed Sheikh und Sudhir Patwardhan gehören.
Auf zahlreichen Ausstellungen in Indien und international, wie auf der IX. Biennale von São Paulo und der documenta IX in Kassel waren Werke von Bhupen Kakhar zu sehen. Die Londoner Tate Modern richtete ihm vom 1. Juni bis 6. November 2016 eine Retrospektive aus, die im Anschluss in der Berliner Deutsche Bank KunstHalle gezeigt wurde (18. November 2016 bis 5. März 2017).

## Ausstellungen
- 1992: Documenta IX, Kassel

## Auszeichnungen
- 1984: Padma Shri[7]
- 1986: Starr Foundation Fellowship, Asian Council
- 2000: Prinz-Claus-Preis